# فرار هنرمندانه
فرار هنرمندانه (انگلیسی: The Artful Escape) یک بازی کامپیوتری ساخته شده توسط آناپورنا اینتراکتیو می‌باشد که در سال ۲۰۲۱ برای مایکروسافت ویندوز٫ اکس‌باکس وان و اکس‌باکس سری اکس و سری اس منتشر شد. داستان بازی حول شخصیتی با نام فرانسیس واندتی می‌چرخد که توانایی برقراری ارتباط با محیط و همچنین نوازندگی گیتار را دارد.